# Ginestra degli Schiavoni
Ginestra degli Schiavoni è un comune italiano di 386 abitanti della provincia di Benevento in Campania. È il comune più piccolo per popolazione (ma non per estensione territoriale) dell'intera provincia.

## Geografia fisica

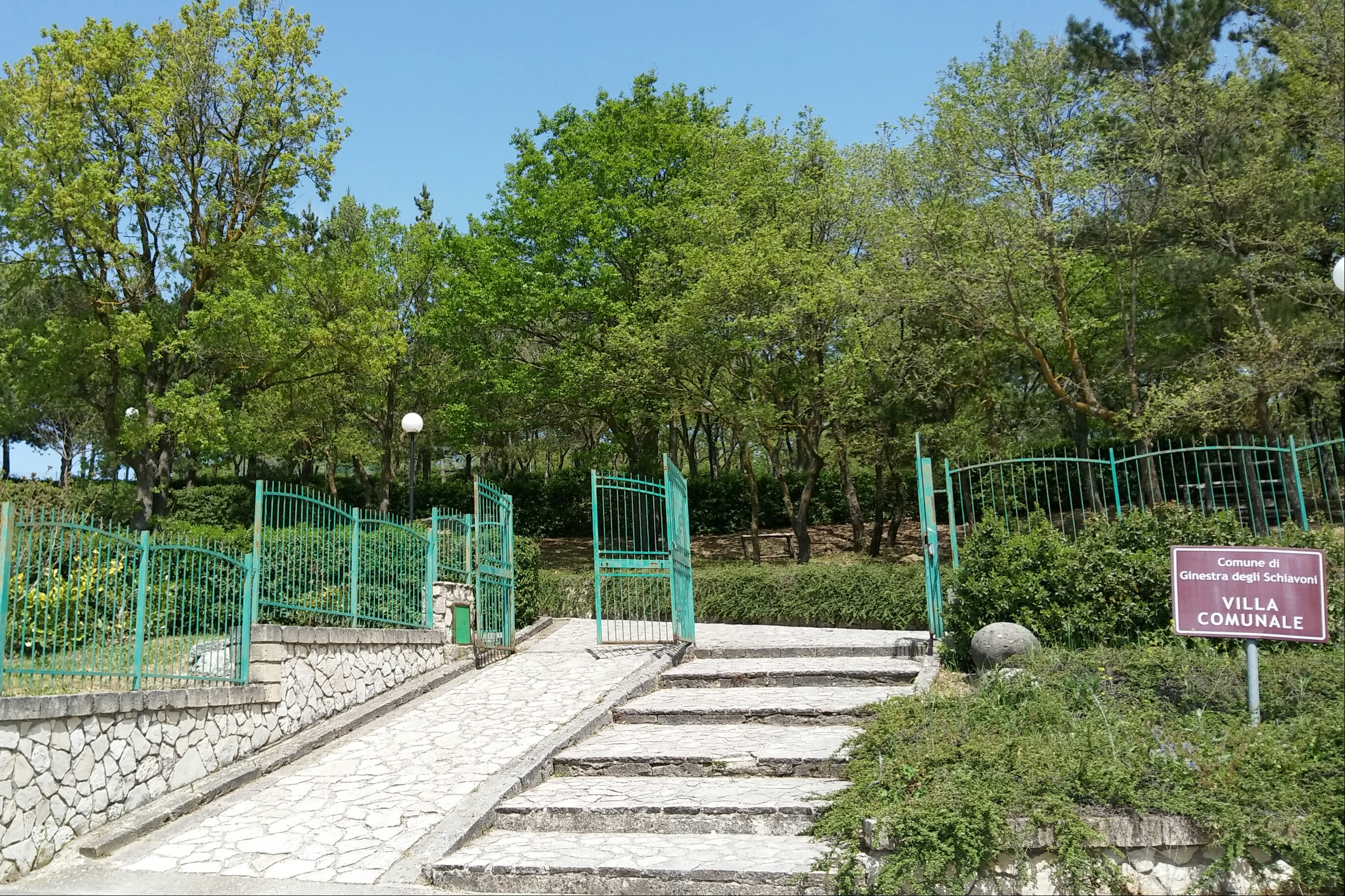
La villa comunale

Il centro abitato di Ginestra degli Schiavoni sorge nella media valle del Miscano, a est del vallone della Cuparella e a ovest del torrente Ginestra (affluente del fiume Miscano), nell'Appennino campano.

## Storia
L'insediamento originario sannita-irpino, rintracciabile con buona probabilità nella Chiana Sant'Angelo, era lambito dall'importante via Minucia  che collegava Benevento a Troia attraversando il vicino borgo di Aequum Tuticum. Proprio nel segmento della Minucia che collegava le due località era posta Ginestra. Il percorso della successiva via Traiana (109-117 d.C.), che collegava Benevento a Brindisi, fu portato a valle per volere dell'imperatore, causando una parziale emarginazione del centro.
Il termine Ginestra compare per la prima volta in documenti riferibili al 1100, e dunque alla dominazione normanna, quando il centro assunse il nome della pianta che maggiormente caratterizzava il suo territorio e si andò lentamente strutturando attorno alla torre e al necessario sistema di difesa.
Si presume che il borgo sia stato popolato da slavi provenienti dalla Dalmazia, anticamente chiamata "Schiavonia", e che da allora prese dunque il nome di Ginestra degli Schiavoni. È plausible che tale popolamento sia avvenuto dopo la metà del XV secolo, poiché in tale periodo Ginestra risultava temporaneamente disabitata.
Il comune passò di proprietà a diverse famiglie nobili. I primi feudatari furono gli angioini, a cui succedettero i Pagano, i De Sabran, gli Sforza. Nel 1495 venne assegnata ai Marziale, alienata ai Carafa, ai Caracciolo (1579) e agli Spina (primi del XVII secolo. Nel 1617 venne assegnata ai Ciaburro, che la ressero con titolo baronale fino al 1938.
Nel quadriennio 1743-46 il territorio di Ginestra fu soggetto alla competenza territoriale del regio consolato di commercio di Ariano nell'ambito della provincia di Principato Ultra, cui appartenne fino al 1811 quando fu aggregato al distretto di Bovino nella Capitanata. Dal 1861 il comune appartiene alla provincia di Benevento.

## Monumenti e luoghi d'interesse
La Chiesa Madre, dedicata ai Santi Pietro e Paolo, è stata inaugurata nel 1986 e sorge sul luogo dell'antica chiesa di Santa Maria dell'Assunzione, menzionata dalle fonti sin dal 1500. Presenta una pianta di forma circolare, con copertura a ombrello. Conserva il quadro miracoloso di Sant'Antonio, copia dell'originale andato bruciato nel 1924.
La Cappella di Sant'Antonio (originariamente dedicata a San Martino), recentemente restaurata insieme all'invaso antistante, è un altro punto di interesse. Localizzata fuori dalle mura urbane, è possibile ipotizzare che fosse un punto di riferimento dell'antica viabilità: nei pressi infatti passavano i tratturi di Montefalcone e di San Giorgio La Molara che raggiungevano la Puglia per far svernare le greggi. La campana è datata 1690 ed è la più antica testimonianza storica esistente a Ginestra degli Schiavoni.

## Società

### Evoluzione demografica
Abitanti censiti

### Religione
Il territorio comunale è incluso nella forania Miscano-Fortore-Cervaro della diocesi di Ariano Irpino-Lacedonia.

## Cultura

### Musei
Museo delle energie rinnovabili
Renewable Energies Museum (R.E.M.) è una mostra permanente che permette di scoprire e conoscere le principali risorse naturali locali (sole, vento, acqua e vegetazione) allo scopo di valorizzarle nel modo più opportuno traendone energia rinnovabile a basso impatto ambientale secondo la moderna ottica innovativa dello sviluppo sostenibile.

## Geografia antropica

### Urbanistica
Il nucleo primitivo dell'attuale centro storico, sorto attorno alla torre normanna successivamente inglobata nel palazzo baronale, può dirsi caratterizzato da uno sviluppo "a campana": trova il suo epicentro in Largo Fontanella ed è caratterizzato dagli slarghi irregolari delle strade, dalle costruzioni esterne arroccate, e concluso dall'area occupata, fino al Novecento, dal palazzo baronale. Questo era ubicato alla confluenza di tre strade: via Casalbore-Ginestra, via Santa Barbara e corso Umberto I (alla cui altra estremità è posta la piazza antistante la chiesa madre).
A partire dalla prima metà del XVIII secolo, in seguito al tremendo terremoto del 1688 che rase al suolo l'insediamento, si è avuto il secondo sviluppo del centro che, differentemente dalla prima espansione, si affiancò al corso Umberto I.

## Economia

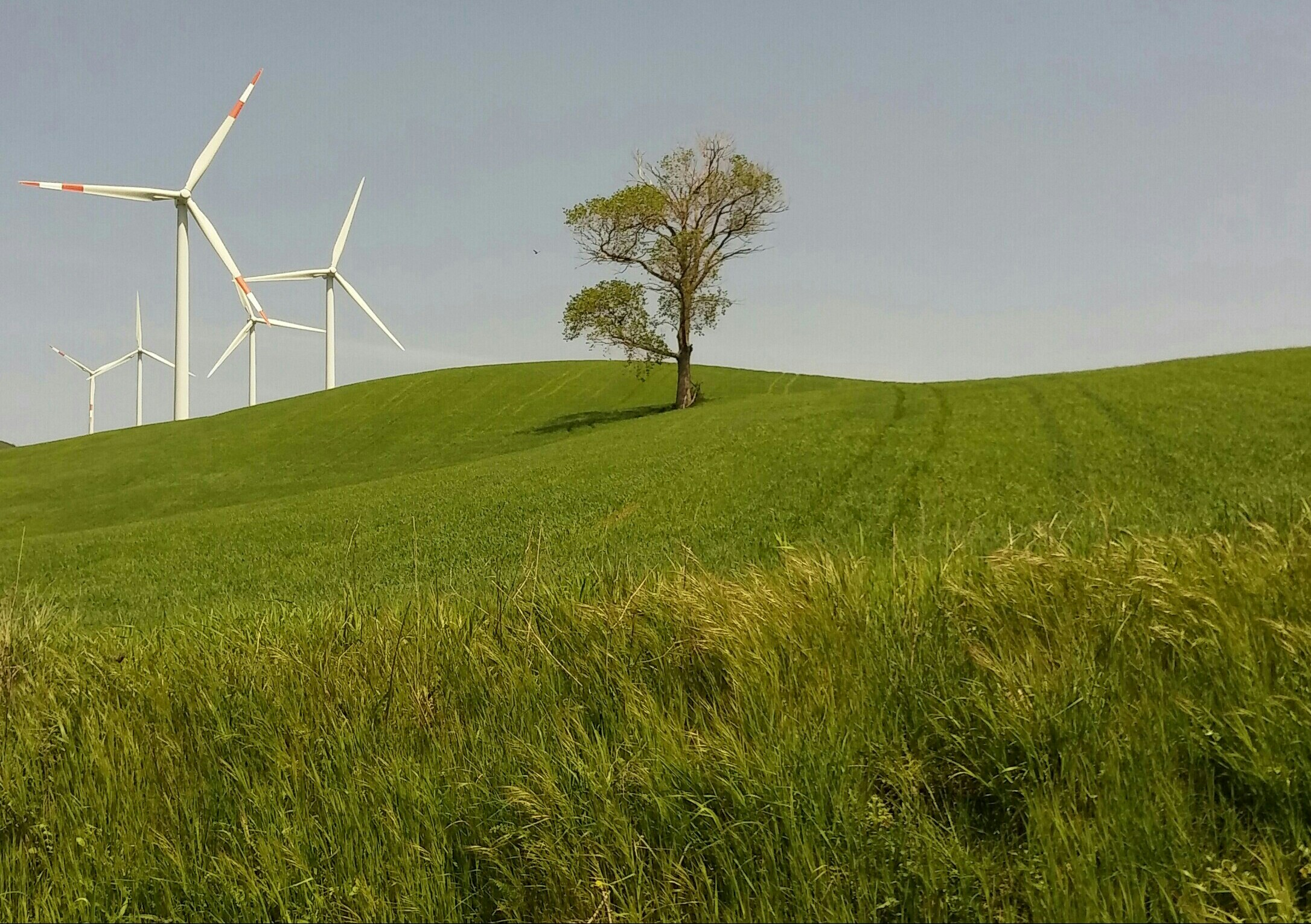
Parchi eolici e campi agricoli sulle colline circostanti il borgo

In aggiunta alle tradizionali attività agricole, zootecniche e forestali, il territorio di Ginestra degli Schiavoni si caratterizza per la presenza di moderni insediamenti nel settore dell'energia rinnovabile a basso impatto ambientale (parchi eolici e centrali fotovoltaiche).
Il territorio comunale, situato lungo la direttrice della medievale via Francigena (erede della più antica via Traiana), è inoltre parte del distretto turistico-religioso Viaticus e dell'Associazione Europea delle Vie Francigene.

## Amministrazione
Ginestra degli Schiavoni fa parte della comunità montana del Fortore.

### Gemellaggi
Dal 2015 e dal 2019, Ginestra Degli Schiavoni è gemellata con due comuni piemontesi della città metropolitana di Torino:
- Ozegna, dal 2019
- Rivarolo Canavese, dal 2015